# Tömösváryho orgán

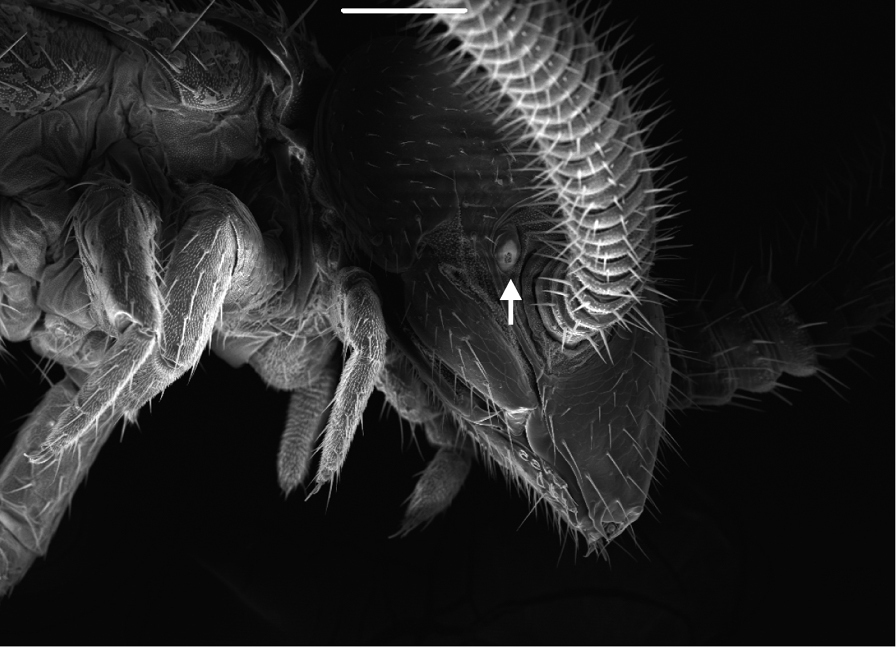
Tömösváryho orgán (šipka) na hlavě kolumbijské stonoženky, hned za základnou tykadla (čárové měřítko 100 µm).

Tömösváryho orgán je specializovaný párový smyslový orgán u některých skupin stonožkovců (např. stonožek a mnohonožek) a šestinohých (např. chvostoskoků). Tömösváryho orgán je umístěn na hlavě u základny tykadel. Tömösváryho orgánu jsou připisovány nejrůznější funkce: smysl chvění, vlhkosti, nebo světla, přestože důkaz jejich skutečné funkce je rozporuplný a přestože, ve skupinách jako jsou mnohonožky, je jeho skutečná funkce neznámá. Orgán byl prvně popsán v roce 1883 maďarským biologem Ödönem Tömösvárym.